# Aqueduc d'Arcier
L'aqueduc d'Arcier  parfois nommé aqueduc de Besançon, son point d'arrivée, était un aqueduc gallo-romain de 11 km construit majoritairement à flanc de colline entre le hameau d'Arcier, commune de Vaire, et l'actuel square Castan dans le quartier historique de Besançon (département français du Doubs). Aujourd'hui presque totalement détruit, il en reste cependant quelques vestiges, notamment le long de la D 323 entre Chalèze et Vaire, sous l'hôtel de l'ex-région Franche-Comté ou encore sous le square Castan.

## Histoire

### Époque romaine
Vers 70, à l'époque de Vespasien,, ou vers 170 à l'époque de Marc Aurèle, un aqueduc d'un peu moins de 11 km fut édifié entre les sources d’Arcier  et Vesontio, aboutissant dans un bassin (castellum divisorium) de 5 mètres2 dans l'actuel square Castan. Les sources d'Arcier étaient les seules sources dans les environs ayant le débit et la hauteur suffisants pour alimenter la ville. L'aqueduc consistait en une galerie souterraine mesurant entre 1,55 et 1,62 mètre de hauteur sous clé et entre 0,75 et 0,85 mètre de large,, entrant dans la ville par une ouverture étroite percée à même le roc, qui donnera plus tard la Porte taillée. La pente permettant d'acheminer l'eau d'Arcier à Besançon présentait une déclivité de 0,22 %,. Il fut construit parallèlement au Doubs, et non en ligne droite, en suivant les courbes de niveau et ce, probablement, afin de limiter les aménagements. L'aqueduc fonctionna jusqu'au Ve siècle et la chute de l'Empire romain. Coupé lors des invasions barbares, il sera abandonné et subira une dégradation progressive. Au début du XXe siècle, il ne subsiste des vestiges de l'aqueduc qu'en sept endroits du parcours.

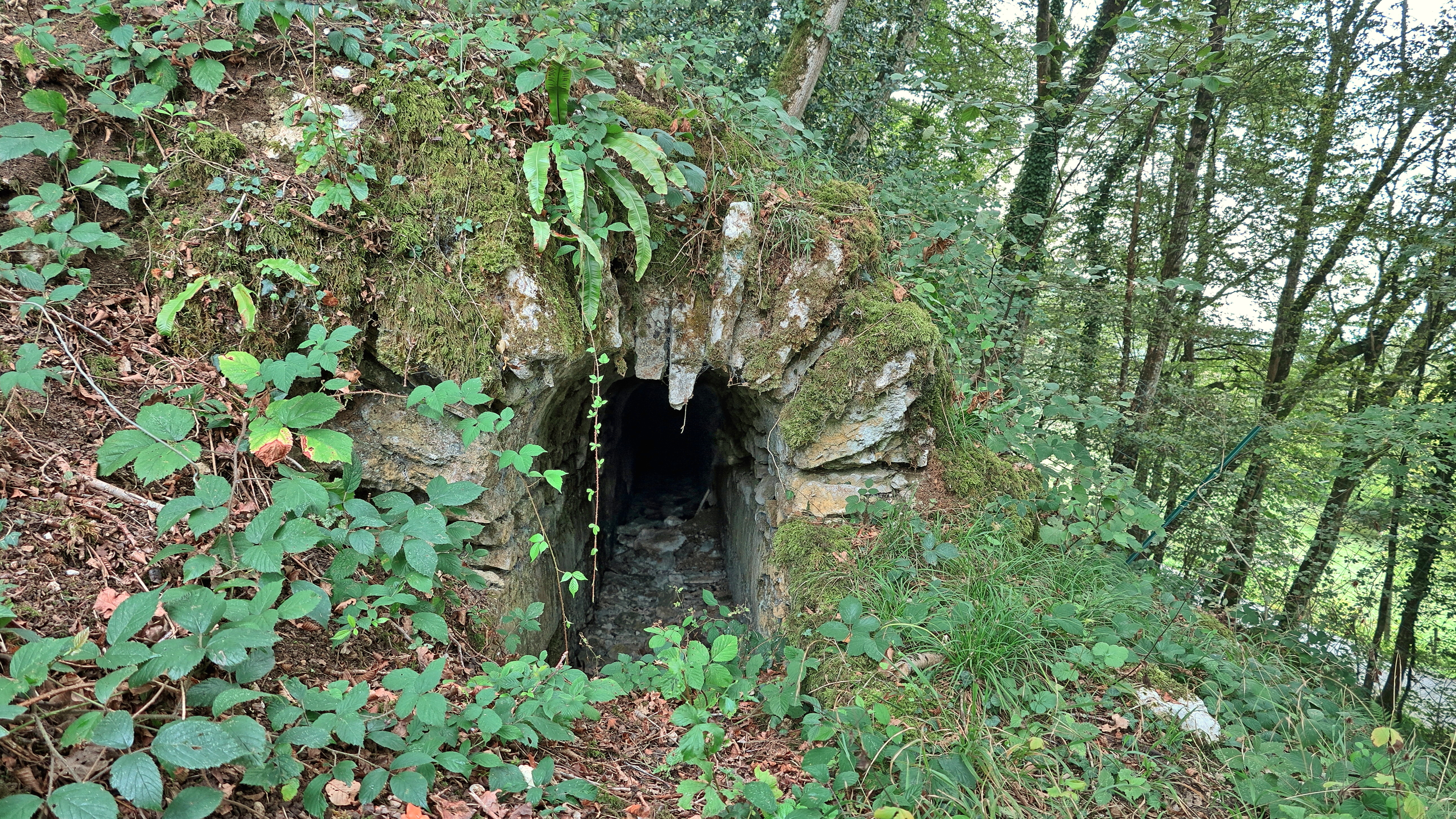
Vestiges de l'aqueduc près des sources d'Arcier.
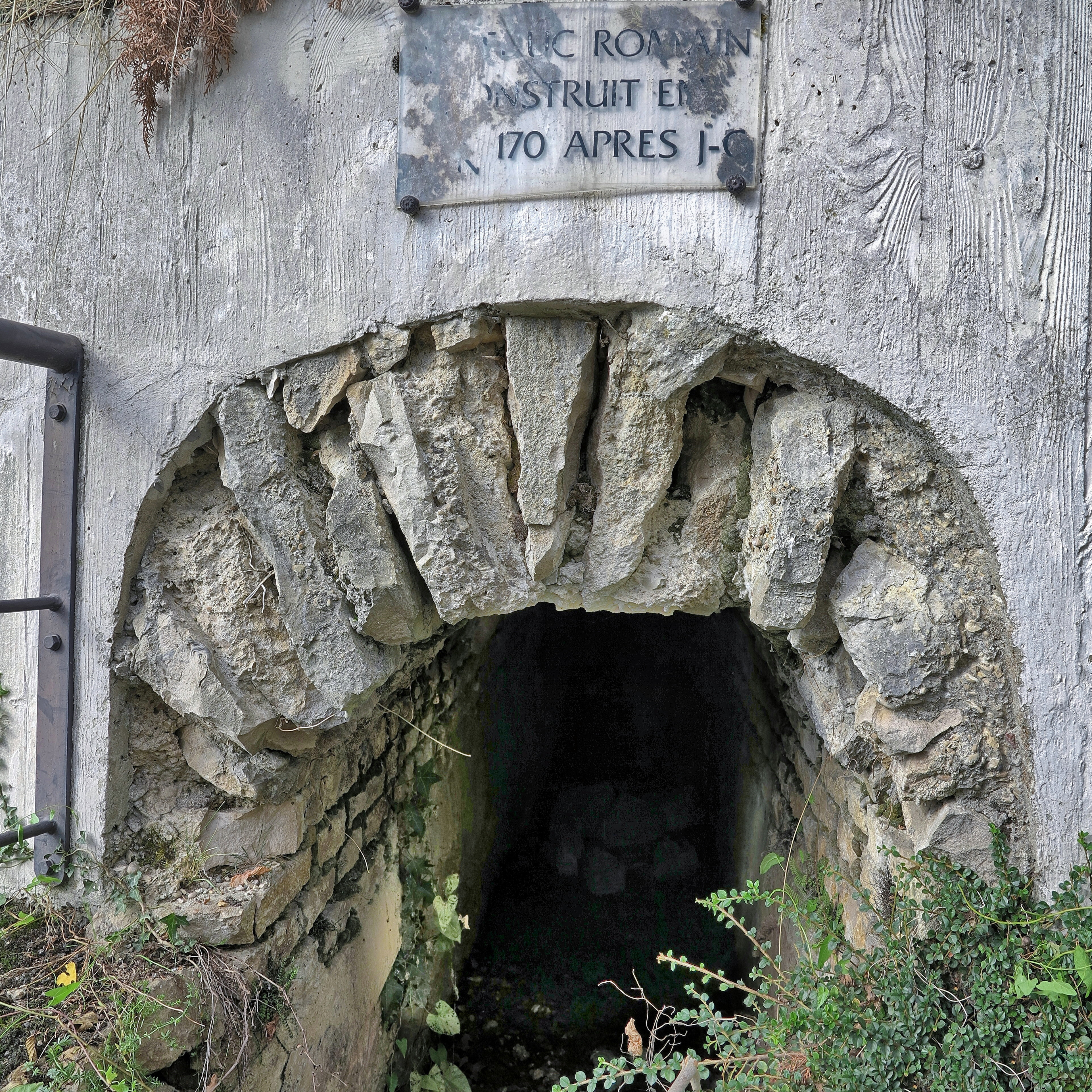
Vestiges de l'aqueduc à la Malate.
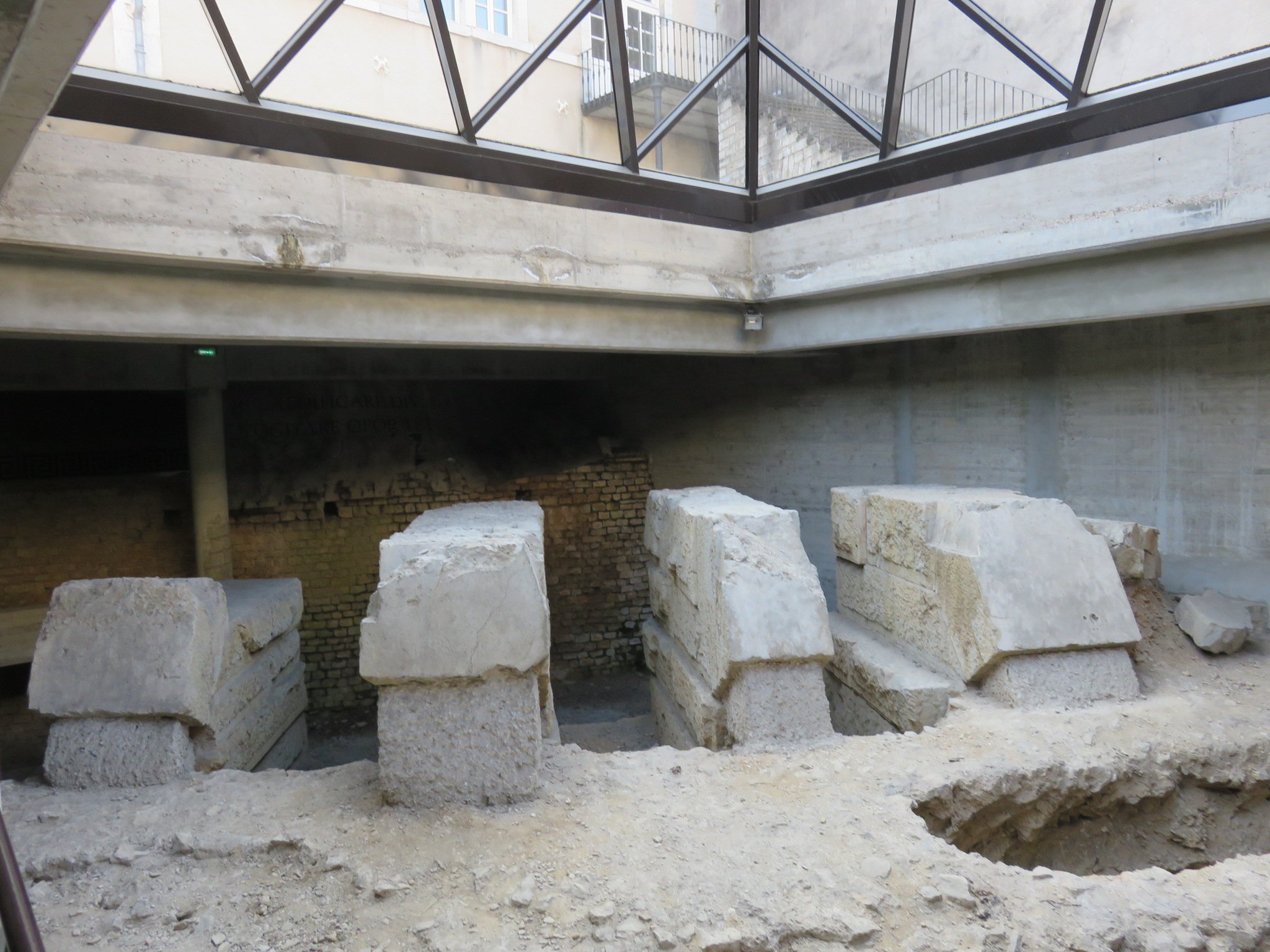
Vestiges de l'aqueduc près du square Castan.

### Époque Post-romaine

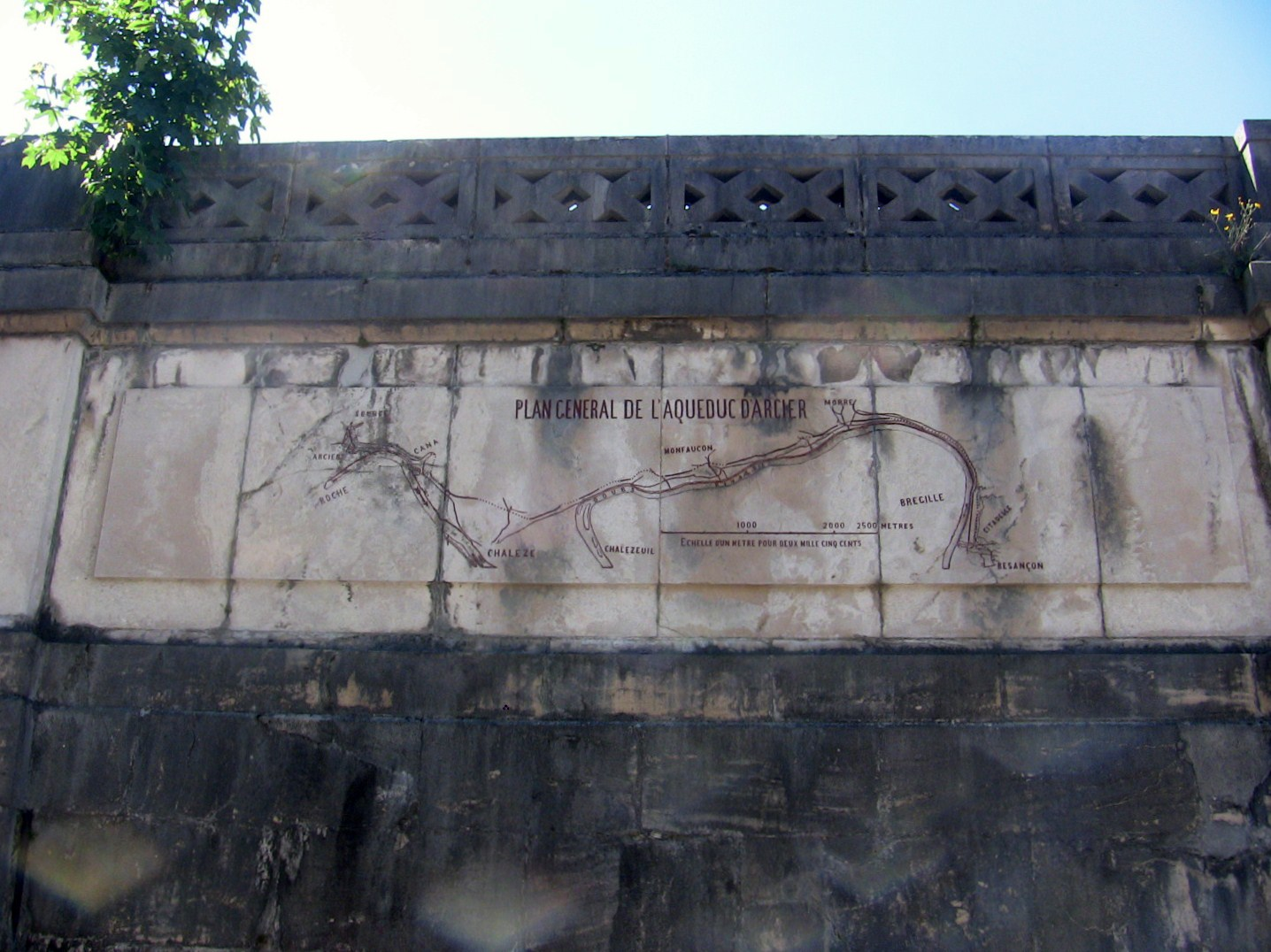
Plan de l'aqueduc du XIXe siècle.

Deux projets de remise en état de l'aqueduc romain sont envisagés au XVIIe et XIXe siècles. En 1837 la municipalité  de Besançon décide de construire un nouvel aqueduc pour subvenir aux besoins croissants en eau des habitants, comme en témoigne une plaque apposée près de la source à Arcier. Entre 1843 et 1848 des études sont menées, entre 1850 et 1855 les travaux sont exécutés et  en 1866 des acquisitions sont faites sur des compléments de la source assurant ainsi à la ville la totalité des eaux d'Arcier. Une autre plaque indique l'altitude exacte de la source, qui est de 272,366 m. À Besançon, sur le réservoir St Jean, dessiné et construit par l'architecte municipal Alphonse Delacroix (1807-1878), aboutissement de l'aqueduc, deux plaques indiquent la reprise du réseau par la ville à cette époque, dont l'une où est inscrit : « Travaux des eaux d'Arcier adjugés le XII MAI MDCCCL. Achevés le IV SEPTEMBRE MDCCCLIV. C.Convers Maire de Besançon. », l'autre étant un plan de l'aqueduc du XIXe siècle.
Aujourd'hui, les eaux d'Arcier sont toujours captées pour subvenir à une partie des besoins en eau de Besançon. Elles sont traitées par l'usine de la Malate depuis 1935.

## Protection
Par arrêté du 22 octobre 2021, l'ensemble des éléments restants de l'aqueduc antique situés sur les quatre communes traversées (Vaire, Chalèze, Montfaucon et Besançon) est inscrit aux monuments historiques.